# Pelita Jaya FC
Pelita Jaya FC war ein Fußballverein aus Jakarta, Indonesien. Seine Heimspiele trug der Verein im Lebak Bulus Stadion aus.
Der Verein, 1986 gegründet, war einer der erfolgreichsten in der Ära der Liga Sepakbola Utama. Mitte der 1990er Jahre verpflichtete der Verein so namhafte Spieler wie Mario Kempes und Roger Milla. 1997 folgten eine Reihe von Umzügen und Umbenennungen. Von 2006 bis 2007 spielte der Verein nochmals unter dem Namen Pelita Jaya in Purwakarta sowie von 2010 bis 2012 in Karawang. Aktuell spielt der Verein als Madura United in der höchsten indonesischen Spielklasse.

## Umbenennungen und Umzüge
| Jahr           | Vereinsname            | Standort  | Stadion                  |
| -------------- | ---------------------- | --------- | ------------------------ |
| 1986 bis 1997  | Pelita Jaya FC         | Jakarta   | Lebak Bulus Stadium      |
| 1997           | Pelita Mastrans        |           |                          |
| 1998 bis 1999  | Pelita Bakrie          |           |                          |
| 2000 bis 2002  | Pelita Solo            | Surakarta | Manahan Stadium          |
| 2002 bis 2006  | Pelita Krakatau Steel  | Cilegon   | Krakatau Steel Stadium   |
| 2006 bis 2007  | Pelita Jaya Purwakarta |           |                          |
| 2008 bis 2009  | Pelita Jabar           | Bandung   | Si Jalak Harupat Stadium |
| 2010 bis 2012  | Pelita Jaya Karawang   | Karawang  | Singaperbangsa Stadium   |
| 2012 bis 2015  | Pelita Bandung Raya    | Bandung   | Si Jalak Harupat Stadium |
| 2015           | Persipasi Bandung Raya | Bekasi    | Patriot Stadium          |
| 2016 bis heute | Madura United FC       | Pamekasan | Gelora Madura Stadium    |

## Vereinserfolge

### National
- Liga Sepakbola Utama

Meister 1988/89, 1990, 1993/94
Vizemeister 1986/87, 1987/88

## Spieler
- Roger Milla (1994–1996)
- Mario Kempes (1996) Spielertrainer